# Макронісос
Макронісос (грец. Μακρόνησος) — невеликий безлюдний острів в Егейському морі, належить Греції.
Входить в архіпелаг Кікладські острови (Кіклади) найзахідніший з островів. Знаходиться навпроти острова Лавріон.
Острів безлюдний.
Острів займає площу близько 18 квадратних кілометрів, довжиною 13 і шириною 0,5 км. Найвищий пік (281 м) розташований на півночі. Має 28 кілометрів берегової лінії. На острові є кілька джерел які часто пересихають.